# 跳跳虎歷險記
《跳跳虎歷險記》（英語：The Tigger Movie）是一部由华特迪士尼影片製作，由Jun Falkenstein導演的電影。

## 配音員
| 演員          | 演員                | 演員                | 角色                                |
| 英語          | 國語                | 粵語                | 角色                                |
| ------------- | ------------------- | ------------------- | ----------------------------------- |
| 吉姆·康明斯   | 胡大衛 謝文德（唱） | 周永光 周偉強（唱） | 跳跳虎（Tigger）                    |
| 吉姆·康明斯   | 楊少文              | 辛偉強              | 小熊維尼（Winnie the Pooh）         |
| 尼奇塔·霍金斯 | 陳若甄 陳秀珠（唱） | 張梓豐 楊庭威（唱） | 小豆（Roo）                         |
| 約翰·菲爾德   | 劉傑                | 龍天生 黄一飛（唱） | 小豬（Piglet）                      |
| 凯絲·索西     | 王彬                | 伍秀霞 盧雅祈（唱） | 袋鼠媽媽（Kanga）                   |
| 肯·山索姆     | 姜先誠              | 張英才              | 瑞比（Rabbit）                      |
| 彼得·庫倫     | 洪明 劉文毅（唱）   | 盧雄                | 屹耳（Eeyore）                      |
| 安德烈·石托卡 | 雷威遠              | 高翰文 蔣慶龍（唱） | 貓頭鷹（Owl）                       |
| 湯姆·艾登伯勞 | 張宇豪              | 張梓圍              | 克里斯多夫羅比（Christopher Robin） |
| 約翰·赫特     | 胡立成              | 葉振邦              | 旁白先生（Mr. Narrator）            |
| 弗兰克·维尔克 | 使用原音            | 使用原音            | 蜜蜂與青蛙（Bees and Frogs）        |

## 外部連結
- 官方网站
- AllMovie上《跳跳虎歷險記》的资料（英文）
- 大卡通資料庫上《跳跳虎歷險記》的資料（英文）

- 互联网电影数据库（IMDb）上《跳跳虎歷險記》的资料（英文）